# 米白日本卷管螺
米白日本卷管螺（学名：Kuroshioturris nipponica），是新腹足目卷管螺科Kuroshioturris属的一种。该种群主要分布于台湾，常栖息在泥沙质海底。